# Каложицы (деревня)
Кало́жицы — деревня в Большеврудском сельском поселении Волосовского района Ленинградской области.

## История
Впервые упоминается в Писцовой книге Водской пятины 1500 года как сельцо Коложицы в Григорьевском Льешском погосте.
На карте Ингерманландии А. И. Бергенгейма, составленной по шведским материалам 1676 года, упоминается как мыза Golositsa.
На шведской «Генеральной карте провинции Ингерманландии» 1704 года — как деревня Gålåsitza.
Как безымянная деревня она обозначена на «Географическом чертеже Ижорской земли» Адриана Шонбека 1705 года.
Затем как деревня Коложицы на карте Санкт-Петербургской губернии Я. Ф. Шмидта 1770 года.
Каложицы были пожалованы выдающемуся инженеру XVIII века Р. Н. Гербелю.

КОЛОЖИЦЫ — мыза принадлежит полковнику Гербелю, число жителей по ревизии: 14 м. п., 14 ж. п.; В оной:

а) Винокуренный завод.

б) Мукомольная мельница.

КОЛОЖИЦЫ — деревня принадлежит полковнику Гербелю, число жителей по ревизии: 232 м. п., 273 ж. п.

В оной: Питейный дом. (1838 год)

Согласно карте Ф. Ф. Шуберта в 1844 году деревня Коложицы насчитывала 60 крестьянских дворов.

КОЛОЖИЦЫ — деревня гвардии поручика князя Долгорукова, 10 вёрст по почтовой, а остальное по просёлочной дороге, число дворов — 70, число душ — 192 м. п. (1856 год)

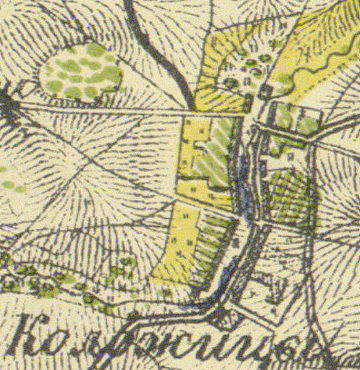
Деревня Каложицы на карте 1860 года

КОЛОЖИЦЫ (ЕКАТЕРИНЕНСКАЯ) — мыза владельческая при реке Хотынке, по 1-й Самерской дороге от Нарвского шоссе до р. Луги к д. Поречье от Ямбурга в 27 верстах, число дворов — 4, число жителей: 4 м. п., 4 ж. п.; Церковь православная

КОЛОЖИЦЫ — деревня владельческая при реке Хотынке, по Рожественскому тракту из с. Рожествена от Ямбурга в 25 верстах, число дворов — 71, число жителей: 218 м. п., 295 ж. п. (1862 год)

Согласно данным 1867 года на мызе Каложицы проживал А. К. Вернандер, который являлся мировым судьёй 3-го участка Ямбургского уезда.
В 1868—1871 годах временнообязанные крестьяне деревни выкупили свои земельные наделы у Д. Н. Долгорукова и стали собственниками земли.
Согласно материалам по статистике народного хозяйства Ямбургского уезда 1887 года мыза Каложицы площадью 1387 десятин принадлежала барону Ф. К. Штакельбергу, мыза была приобретена частями в 1882 и 1883 годах за 53 600 рублей. В мызе имелись: плитная ломка, винокуренный, кирпичный и известковый заводы. Кузница, дом почтовой конторы, мастерская, дача и охота сдавались в аренду.
В конце XIX — начале XX века деревня Коложицы административно относились к Яблоницкой волости 1-го стана Ямбургского уезда Санкт-Петербургской губернии. Население деревни было смешанным — русско-эстонским.
В 1917 году деревня Каложицы входила в состав Ямбургского уезда.
С 1917 по 1927 год деревня Каложицы входила в состав Каложицкого сельсовета Молосковицкой волости Кингисеппского уезда.
Согласно данным переписи населения СССР 1926 года в деревне Коложицы проживал 481 человек, большинство русские, а также эстонцы.
С 1927 года в составе Ленинградского округа.
С 1928 года в составе Большехотыницкого сельсовета Молосковицкого района.
С 1931 года в составе Смолеговицкого сельсовета Волосовского района.

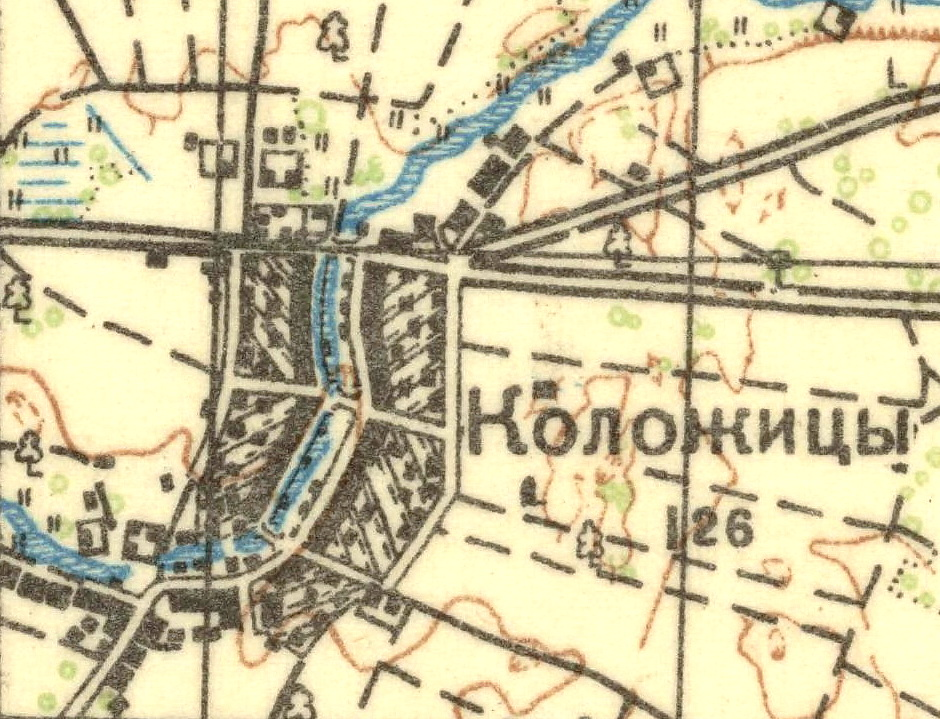
План деревни Каложицы. 1930 год

Согласно топографической карте 1930 года деревня называлась Коложицы и насчитывала 126 дворов.
По данным 1933 года деревня называлась Коложицы и входила в состав Смолеговицкого финского национального сельсовета Волосовского района.
С 1937 года в составе Молосковицкого сельсовета.
C 1 августа 1941 года по 31 декабря 1943 года деревня находилась в оккупации.
С 1950 года в составе Беседского сельсовета.
С 1954 года в составе Каложицкого сельсовета.
С 1963 года в составе Кингисеппского района.
С 1965 года вновь в составе Волосовского района. В 1965 году население деревни Каложицы составляло 116 человек.
По данным 1966, 1973 и 1990 годов деревня Каложицы также находилась в составе Каложицкого сельсовета. В деревне располагалась центральная усадьба опытного хозяйства «Каложицы».
В 1997 году в деревне проживали 55 человек, в 2002 году — 70 человек (русские — 89 %), в 2007 году — 38.
В мае 2019 года деревня вошла в состав Большеврудского сельского поселения.

## География
Деревня расположена в западной части района на автодороге 41А-187 (Пружицы — Красный Луч).
Расстояние до административного центра поселения — 3 км.
Расстояние до ближайшей железнодорожной станции Молосковицы — 3 км.
Через деревню протекает река Хревица.

## Демография
| 1862 | 2002 | 2007 | 2010 | 2017 |
| ---- | ---- | ---- | ---- | ---- |
| 513  | ↘70  | ↘38  | ↗60  | ↘48  |

### Национальный состав
Согласно данным Всероссийской переписи населения 2021 года в деревне проживали 46 человек, из них:
 русские — 35, таджики — 5, украинцы — 3, афганцы — 1, белорусы — 1, коми — 1 человек.

## Достопримечательности
В центральной усадьбе имеется Екатерининская церковь, построенная в 1859 году тогдашним владельцем имения, князем Д. Н. Долгоруковым.
В 1863 году прихожанин церкви, шеф жандармов Николай Владимирович Мезенцов выстроил сложенную из булыжника сторожку и деревянный дом причта, обнёс церковь валом, укрепленным булыжником. Была закрыта как религиозное учреждение в 1938 году. Впоследствии использовалась, как сельский клуб.
В 2007 году произошел пожар, ныне здание заброшено и ветшает. В начале 2008 года здание церкви было отдано РПЦ. Ведутся реставрационные работы, по Великим праздникам проводятся службы.

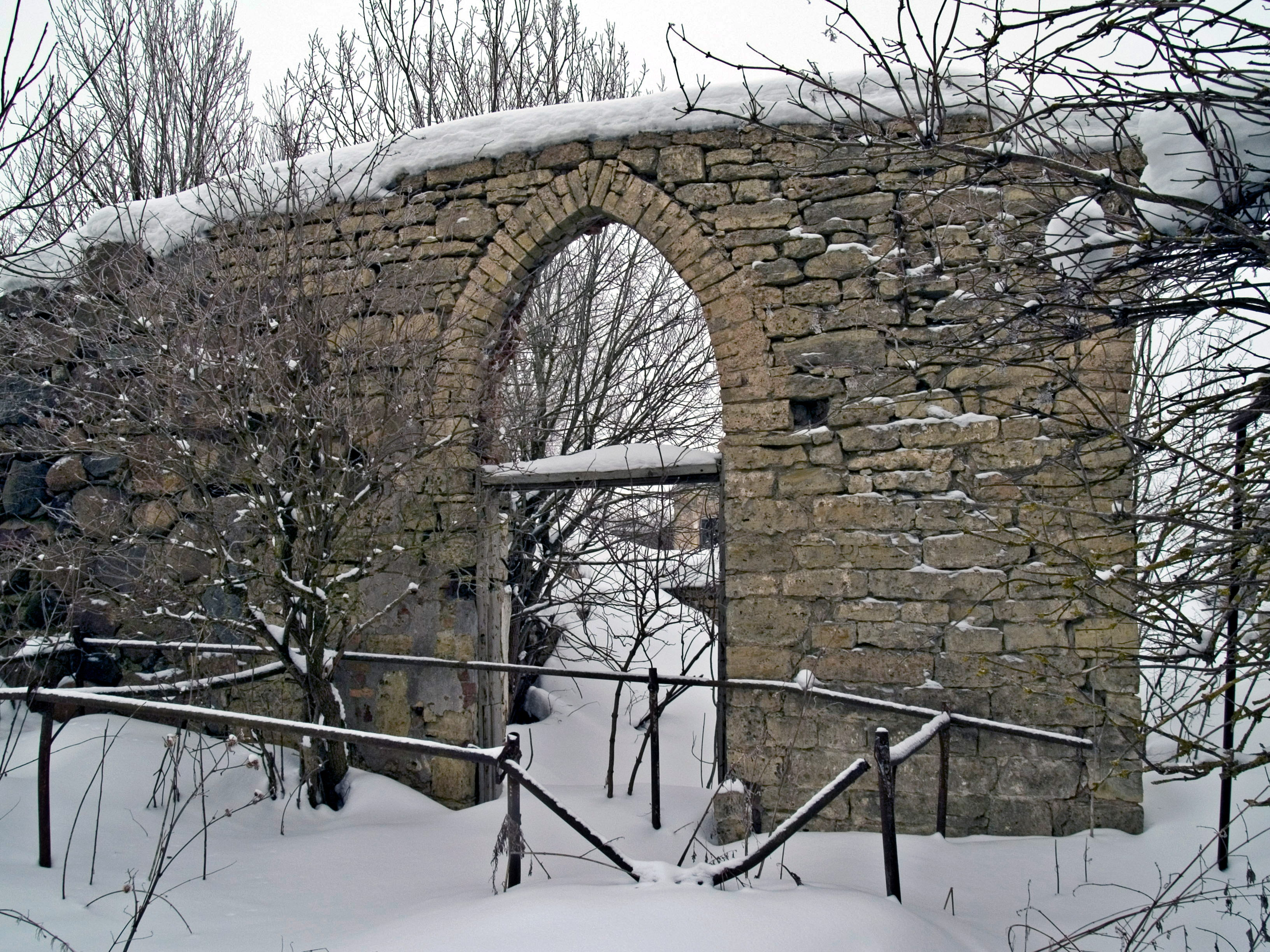
Усадебный комплекс «Каложицы». 2006 год
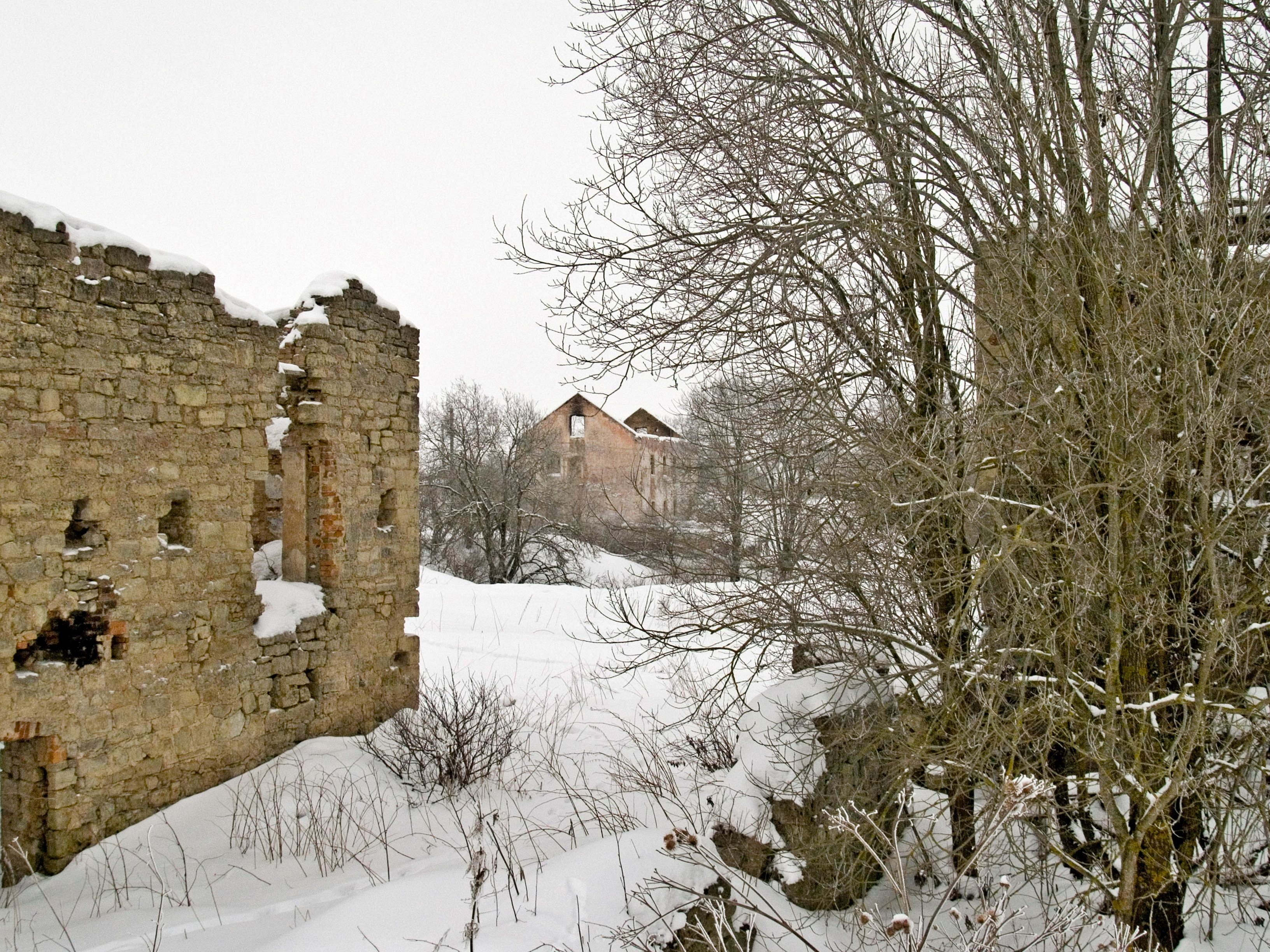
Усадебный комплекс «Каложицы». 2006 год
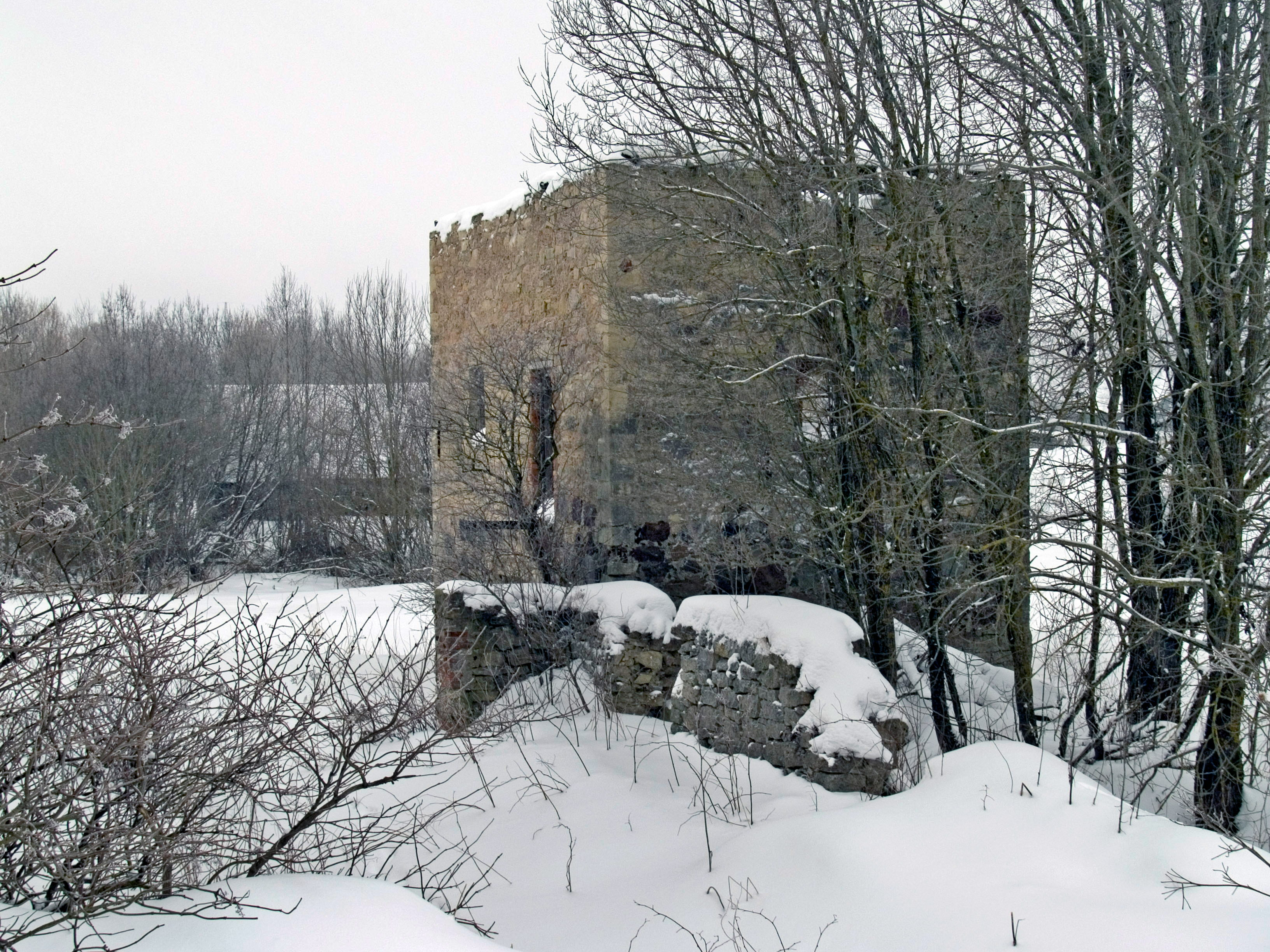
Усадебный комплекс «Каложицы». 2006 год
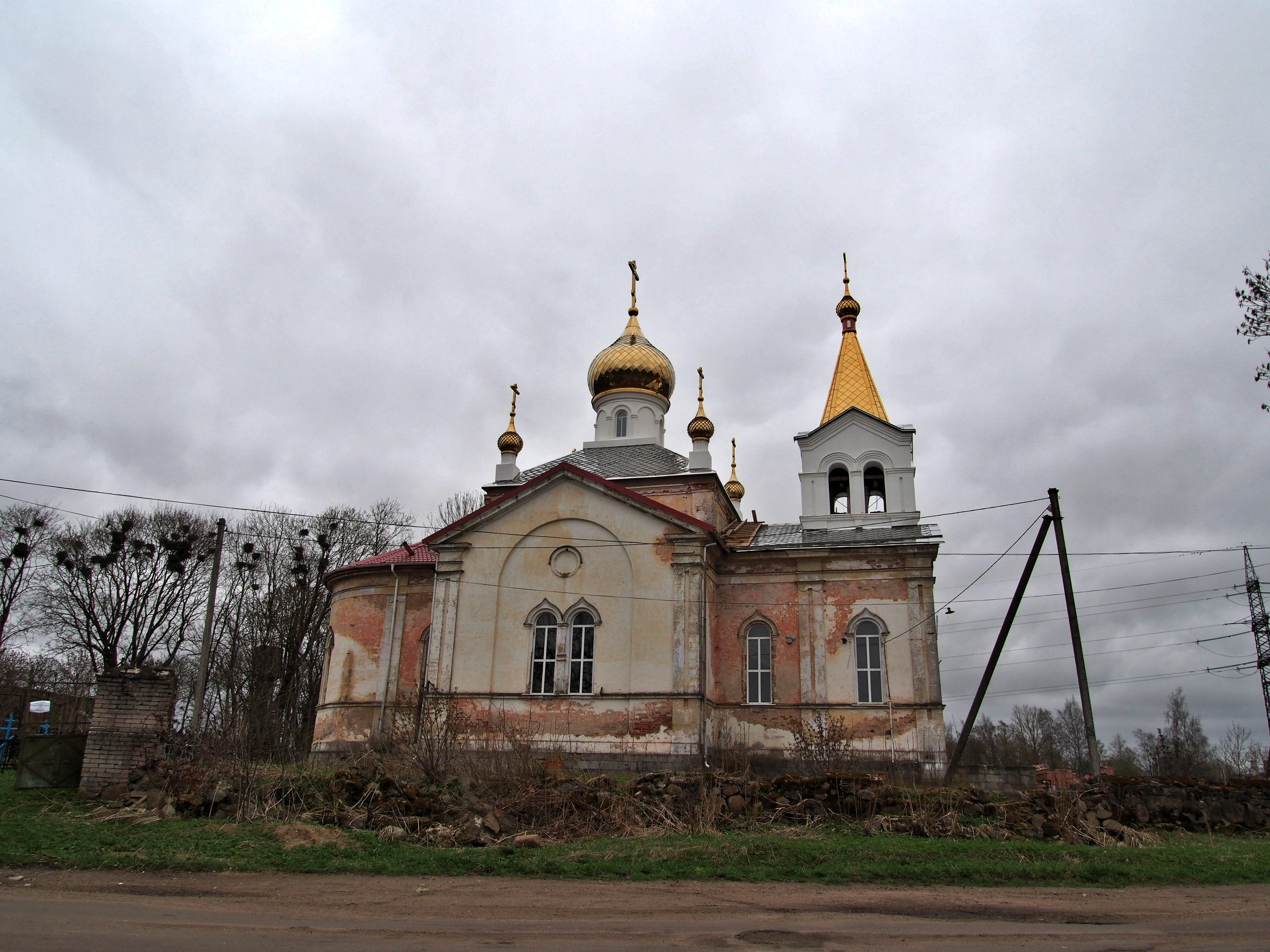
Екатерининская церковь. 2018 год